# Aplidium tabascum
Aplidium tabascum är en sjöpungsart som beskrevs av Kott 1992. Aplidium tabascum ingår i släktet Aplidium och familjen klumpsjöpungar. Inga underarter finns listade i Catalogue of Life.